# Шаста (Онезький район)
Шаста (рос. Шаста) — селище в Онезькому районі Архангельської області Російської Федерації.
Населення становить 382 особи. Входить до складу муніципального утворення Нименьгське поселення.

## Історія
Від 2004 року входить до складу муніципального утворення Нименьгське поселення.

## Населення
| 2002 | 2010 | 2012 |
| ---- | ---- | ---- |
| 366  | ↘329 | ↗382 |